# Шёгрен, Леннарт
Леннарт Шёгрен (род. 8 июля 1930 года) — шведский поэт и художник.

## Биография
Родился 8 июля 1930 года в деревне Бюкселькрук на севере острова Эланд.
Шёгрен дебютировал в 1958 году в качестве лирического поэта. Автор около 30 книг, включая один роман, сборники рассказов и эссе. В своей поэзии Шёгрен ставит вопросы о значении человеческой деятельности для природы, о значении природной среды для человека. Поэтическое мировоззрение Шёгрена проникнуто одновременно нежным лиризмом и жесткой бескомпромиссностью.

## Признание и награды
Лауреат множества литературных премий, в том числе Премии Шведской академии имени К. М. Бельмана, Лирической премии Шведского Радио, Большой премии Густава Фрёдинга и Премии Академии Девяти.
- Litteris et Artibus (2007)

## Публикации на русском языке
- Шёгрен, Леннарт. Избранные стихи / пер. с швед.; под руководством А. Прокопьева и М. Нюдаля. — Чебоксары: Free poetry, 2016. — 40 с. — (Свияжская мастерская по поэтическому переводу. Вып. 2)

- Шёгрен, Леннарт. Радость // Воздух. — 2016. — № 1. — С. 191—195.